# 姚俊威
姚俊威（英語：Yeo Jun Wei，1981年2月22日—)，曾音譯杨俊伟，又名Dickson Yeo，是一名新加坡人，曾从事间谍并被指控协助中华人民共和国对美国进行间谍活动。2020年7月24日，他在美国哥伦比亚特区地方法院认罪，在未事先通知美国司法部长的情况下协助中国在美国收集信息。在 2020 年 12 月 30 日被美国释放并返回新加坡后，他先是被捕，然后于 2021 年 1 月 29 日因从事间谍活动被新加坡内部安全局进一步拘留，之后于 2021 年 12 月 14 日被有条件释性放，在当局确定他不再对新加坡的情报构成威胁。

## 早年生活和教育
Yeo 在新加坡出生长大。 1998年至1999年就读于国家初级学院。此后，他于 2004 年至 2006 年在美国俄克拉荷马城市大学学习大众传播。他在 2009 年至 2011 年期间在新加坡国立大学(NUS) 攻读硕士学位。 2015 年，他开始在新加坡国立大学李光耀公共政策学院(LKYSPP) 攻读公共政策哲学博士学位。  2019年，他向校方申请并获得了缺席假批准。

## 作为中华人民共和国间谍

### 被招募
在 LKYSPP 接受教育期间，Yeo 于 2015 年在北京发表了关于东南亚政治局势的演讲，并被一些自称是中国智库的人士接洽。 他们向Yeo提供金钱以换取政治报告。Yeo后来得知，这些人当中至少有四人是中国情报人员。其中一名情报官员后来向Yeo提供了一份与中国人民解放军合作的合同。 Yeo 拒绝签署合同，但他继续协助并为情报部门工作。 
2015 年至 2019 年间，Yeo 经常前往中国，并与不同的特工会面至少 40 次。在每次旅途中，他都会在一个单独的办公室会面，远离到达时的自定义线路以隐藏他的身份。Yeo 也通过微信与特工保持联络，每次联络时更换不同的微信账号和手机。然而，当 Yeo 在美国时，由于担心通讯会被截获，他被指示不要与情报人员联络。如果需要，Yeo会从当地的咖啡店给情报人员发电子邮件。Yeo 还获得了一张银行卡，以方便向他的目标付款。

### 信息收集工作
Yeo 受情报官员的委托，向他们提供有关国际政治、经济和外交关系的信息，这些信息的来源是“非公开的”，被称为“流言（英语：scuttlebutt）”。在与中国情报人员的一次会面中，他被指定获取有关美国商务部、人工智能，以及中美贸易战的非公开信息。 
Yeo 的重点最初以东南亚为中心，但随后转移到了美国。通过对LinkedIn的梳理，  Yeo 找到了一些美国人，包括拥有高级安全许可的美国军方和政府雇员，其简历和职位描述表明他们可以访问中国情报官员的宝贵非公开信息寻找。在确定了他们是值得瞄准的目标人士后，Yeo 遵循了他从中国情报人员所指导的关于如何招募潜在目标，包括识别他们的弱点，例如对工作感到不满或经济困难。然后，Yeo 向他们索取非公开信息，并付钱让他们撰写报告。Yeo 告诉这些美国目标人士，这些报告是写给亚洲客户的，但没有透露它们实际上是写给中国政府的。
2018 年，Yeo 创建了一家虚假咨询公司，该公司与美国一家从事公共和政府关系的著名咨询公司同名，Yeo 以该公司名义发布了招聘广告。他收到 400 多份简历，其中 90% 来自具有安全许可的美国军方和政府人员，他将有趣的简历传递给了一名中国情报人员。
2019 年 1 月至 2019 年 7 月期间，Yeo 呆在华盛顿哥伦比亚特区，并参加了当地智库的多个活动和演讲活动。Yeo 还联系了游说公司和国防承包公司的几名人员。 

#### 成功招募人士
Yeo 成功招募了多名美国公民为他提供信息。
2015 年，Yeo 通过 LinkedIn 发现并联系了一名正在与美国空军合作开展F-35B军用飞机计划的平民。这名平民持有高级别的安全许可，并且遇到了经济困难。 Yeo让他写一份报告。该人士还提供了有关日本从美国购买 F-35 飞机的地缘政治影响的信息，Yeo 从中起草了一份报告并将其发送给他的情报部门联系人。 
一名美国陆军军官发现了 Yeo 为他的虚假咨询公司所发布的职位，便发送了他的简历。这名军官当时被派到美国陆军总部五角大楼。 Yeo 通过社交媒体应用程序联系了这名军官，并多次与他会面。这位军官向 Yeo 坦白说，他在阿富汗的军事行动使他受到了创伤。Yeo 要求他为韩国和其他亚洲国家的客户撰写报告，并隐瞒了该报告将被外国政府阅读的事实。这位军官写了一份关于美军从阿富汗撤军将如何影响中国的报告，Yeo为此支付了 2,000 美元。钱被转到了军官妻子的账户上。
2018 年至 2019 年期间，Yeo 在 LinkedIn 上发现了另一个人，当时他受雇于美国国务院。这个人对工作感到不满意，并且遇到了经济困难，而且他也担忧他即将退休的问题。尽管他担心如果他向 Yeo 提供了一份报告会危及他的退休金，他还是写了一份关于当时美国内阁成员的报告，并获得了 1,000 或 2,000 美元的报酬。

### 逮捕
在陆军军官提供报告后的某个时间，一名中国情报人员指示 Yeo 招募该名军官并让他提供机密信息。Yeo 还被承诺如果陆军军官可以成为永久的信息渠道，他将获得更多资金。Yeo 于 2019 年 11 月返回美国，他计划要求陆军军官提供机密信息，并透露他实际为谁工作。然而，在抵达机场后，Yeo 被执法人员拦住、讯问并最终被捕。之后，Yeo便无法与陆军军官进一步联系。

### 定罪和判决
Yeo 的起诉书于 2020 年 6 月 18 日启封， Yeo 于 2020 年 7 月 24 日在美国哥伦比亚特区联邦地区法院认罪。Yeo承认了“一项在美国境内作为外国势力的非法间谍而没有事先通知司法部长的行为”的指控，违反了 18 U.S.C. § 951。 Yeo 于 2020 年 10 月 9 日被判处 14 个月监禁（该刑期比检察官在其最后判决中寻求的原判少两个月）。鉴于美国 COVID-19 大流行，该判决可追溯至 2019 年 11 月，即他被监禁等待法院定罪后的 11 个月（这与法官引用对 Yeo 轻判的原因相同），这意味着 Yeo 将必须再服三个月的监禁，并将于 2021 年 1 月获释。 

### 释放后在新加坡被拘留
Yeo 于 2020 年 12 月 30 日获释并返回新加坡共和国。回国后，他被新加坡内部安全局逮捕以调查他是否从事“有损新加坡安全的活动”。 
Yeo 于 2021 年 1 月 29 日在《内部安全法令》下被以为期两年的拘留令拘留，此前调查显示，Yeo除了对美国进行间谍活动之外，他还试图进一步收集新加坡政府的信息，并试图在一些政府工作岗位中就业。  Yeo 在新加坡也进行了类似的活动，就像他在美国所做的那样，通过社交媒体接触了几位具有相关知识和专业知识的人，以获取信息，以便为他在中国的情报人员撰写有关新加坡的报告。拘留时间将用于进一步调查 Yeo 活动的全部范围。 

### 释放
2021 年 12 月 14 日，在新加坡当局确定他不再对新加坡的安全和情报构成威胁后，Yeo根据暂停令获释。释放令还规定了Yeo在出狱期间应遵守的一些未公布的条件，如果他不遵守这些条件，他将会被重新拘留。 

## 国际反应

### 美国
在 Yeo 认罪的新闻稿中， FBI 反情报部门助理主任 Alan E. Kohler, Jr. 被引述： 
Yeo 先生承认他成立了一家虚假咨询公司来推进他的计划，寻找易受雇的人士，并试图避免被美国当局发现。但这不仅仅是关于这个特定的被告。这一案例再次提醒人们，中国不遗余力地追求美国的技术和政策信息，以促进自身利益。 FBI 和我们的合作伙伴将同样积极地揭露这些被隐藏企图并起诉违反我们法律的人士。

（原英文引述：Mr. Yeo admits he set up a fake consulting company to further his scheme, looked for susceptible individuals who were vulnerable to recruitment, and tried to avoid detection by U.S. authorities. But this isn't just about this particular defendant. This case is yet another reminder that China is relentless in its pursuit of U.S. technology and policy information in order to advance its own interests. The FBI and our partners will be just as aggressive in uncovering these hidden efforts and charging individuals who break our laws.)——Alan E. Kohler, Jr.，

### 中华人民共和国
中华人民共和国外交部发言人汪文斌于 2020 年 7 月 27 日对媒体表示，他不知道Yeo的间谍案。汪文斌在批评美国的同时，也斥责美方停止对中国的“抹黑”，称：“我不知道你刚才提到什么，但我想指出的是，最近美国执法部门忙着把所谓的中国渗透和间谍问题炒作到妄想症的地步。” 

### 新加坡共和国

#### 新加坡政府官员
在回应媒体询问时，新加坡共和国内政部（MHA）于 2020 年 7 月 26 日发表声明，称其获美国当局通知Yeo于 2019 年 11 月被捕。其调查并未发现对新加坡安全的任何直接威胁。 MHA提醒新加坡人遵守他们拜访或居住国家的法律。领事馆当时也在必要时向Yeo提供了适当的领事协助，新加坡外交部长維文证实了这一事实。 

#### 李光耀公共政策学院
2020 年 7 月 26 日，李光耀公共政策学院（LKYSPP)宣布终止 Yeo 的博士生资格，并在美国司法部公布了 Yeo 的犯罪行为信息后，从该学院的官方网站上删除了 Yeo 的个人资料。  

### Bilahari Kausikan
2020 年 7 月 25 日，退休的新加坡外交官Bilahari Kausikan（译名：比拉哈里·考斯甘）在他的Facebook页面上批评了 Yeo。 Kausikan 认为 Yeo 很愚蠢，并表示他的行为可能会导致所有新加坡人受到怀疑，并表示认定 Yeo 在 LKYSPP 作为学生时被招募成为间谍并非不合理。 Kausikan 补充说，他后来得知黃靖，涉嫌从事间谍的政治学家，是 Yeo 在 LKYSPP 的教授。
在接受新加坡新闻网站 Mothership 的采访时，Kausikan称 Yeo为“叛徒”，并说：“有可能是 Yeo 被黄靖‘至少发现了人才（at least talent-spotted）’，或者黄靖‘扮演了某种角色（played some sort of a role）’ ”，而且他不相信这只是一个纯粹的巧合。 

### 黃靖
黃靖表示，当他从另一位前学生口中得知Yeo事件的消息时，他感到“震惊”，他也为Yeo被抓获感到庆幸。黃靖告诉媒体，他很少与Yeo互动，只知道他是“Dickson Yeo”。黃靖还表示，Yeo的学习成绩是他所教导的六名博士生中表现最差的。针对Kausikan的指控，黃靖否认他招募Yeo进行间谍活动，并告诉媒体Kausikan的说法是“无稽之谈”和“不合理”，并要求Kausikan要么证明评论，要么撤回评论。

## 备注
1. ↑  某些华文媒体在报道中使用这个华文名字[11][12]
2. ↑  正如Yeo的供词中所述，他曾与一名情报人员会面19至25次，另外大约25次。